# ダンボ (2019年の映画)
『ダンボ』（原題:Dumbo）は、2019年に公開のアメリカ合衆国の映画。ティム・バートン監督。1941年公開のアニメーション映画、『ダンボ』を原作とする実写映画。ダンボを軸に、家族の絆を描いた作品。2019年3月29日に公開。

## ストーリー
1919年、かつて一流サーカスとして名を馳せたメディチ・ブラザーズ・サーカスだが、第一次世界大戦の影響やスペインかぜの流行などを受け経営が傾いていた。団長のメディチは一座の再興のため妊娠した雌のアジアゾウのジャンボを購入するが、生まれた子象ジャンボジュニアは異常に大きな耳を持って生まれ、「ダンボ」とあだ名されてしまう。失望したメディチはかつて一座の花形スターであったホルトにダンボの世話を任せるが、彼の子供たちであるミリーとジョーはダンボがその巨大な耳を使って飛べることに気付き、それをショーで披露したことで一座の運命は好転したかに見えた。
だがこの話を聞きつけた有名興行師ヴァンデヴァーに誘われ、メディチ・ブラザーズ・サーカスは彼がニューヨークで経営する巨大娯楽施設ドリームランドへと雇われる。そこからまた彼らの運命は大きく回り始めていく。

## 登場人物
※括弧内は日本語吹替
ダンボ
演 - エド・オズモンド（モーションキャプチャ）
主人公。雄のアジアゾウの赤ちゃん。本名はジャンボジュニアで、ダンボという名前は初お披露目の際にくしゃみによって看板の文字が外れたことでつけられた。だがジャンボと引き離されてからは、彼女のことを思い出して悲しまないようにと気を遣ったジョーによってダンボと呼ばれるようになる。
羽毛を吸い込んだ際にくしゃみで飛び上がれることに気付いたミリーとジョーの指導によって空を飛ぶゾウとして一躍人気者になるが、それに目を付けたヴァンデヴァーに利用される羽目になった。しかし、ヴァンデヴァーと決別したサザビーとファリア親子やメディチ・ブラザーズ・サーカス団員達、そしてコレットの協力もあって、最終的にヴァンデヴァーの下から脱出し、ジャンボと共に船で故郷のインドのジャングルへと帰っていった。
原典と異なり本作ではコウノトリが運んできた養子ではなくジャンボ自身が産んだ実子であり、帽子は被っておらず、原典で相棒だったティモシーも登場しない（彼の役回りは今作ではファリア親子に充てがわれているほか、帽子はパックが被っている）。
ジャンボ
ダンボの母親の雌のアジアゾウ。妊娠していた時に子象で一発逆転を狙うメディチ・ブラザーズ・サーカスに買い取られ、ダンボを出産する。子供想いで、他のゾウ達からも煙たがられるダンボに深い愛情を注いでいる。
ダンボの初お披露目の際、ルーファスに利用されて観客に馬鹿にされるダンボを庇おうと会場になだれ込んで暴れ、テントを潰してルーファスの死を招いてしまい、息子と引き離された挙句売却されてしまう。その後ドリームランドに買い取られ、園内の動物園「ナイトメアランド」にて「破壊神カリ」という名前を付けられ、不気味な化粧を施されて飼育されていたが、同じくドリームランドにやってきたダンボが声を聞きつけて駆けつけた事で再会。だが、それが原因で融資を不意にされそうになり焦ったヴァンデヴァーから殺処分されそうになってしまう。しかし、ホルト達の手で救出され、最後はダンボと共にインドへと船で帰る事ができた。
ホルト・ファリア
演 - コリン・ファレル（西島秀俊）
本作の人間側の主人公。かつては乗馬ショーを得意とした一座の花形スターとして人気を博していたが、第一次世界大戦に出兵中に妻のアニーをスペインかぜで喪い、自身も戦場で左腕を失ってしまう。一人称は「俺」で、ミリー、ジョーからは「父さん」と呼ばれている。
戦後サーカスに復帰するも、経営難で馬たちが売却されたことで、ゾウの飼育係の担当となるが、当初は妻を亡くした悲しみと、二度と馬に乗る事ができないと絶望視するあまり、仕事に対してやる気がなく、ダンボに対しても半ば厄介者のように見ていたが、子供達やダンボの常に前向きな姿勢を目の当たりにしていく内に愛着を抱くようになる。
ドリームランド壊滅作戦ではダンボの為に、ジャンボと共に故郷のインドへ返す事を決意。子供達や仲間達、コレットの協力の下、ダンボとジャンボを救いだし、さらに混乱の中で自身も再び馬に乗る事ができるようになった。
ダンボとジャンボがインドに帰り、サーカス団が「メディチ・ファミリー・サーカス」として再スタートを切った後は、ジョー、コレットと共に再び乗馬ショーを行うようになる。ミリー、ジョーと共に役回りは原典のティモシーに相当する。
ミリー・ファリア
演 - ニコ・パーカー（遠藤璃菜）
ホルトの娘。将来は発明家になることを夢見ており、表舞台に出ることを好まない。一人称は「私」。
ダンボが飛べることに気付き、彼を活躍させることでジャンボと再会できるよう尽力する。
ダンボとジャンボがインドに帰った後は、映写機を使ってダンボを元ネタにした映画を上映するようになる。
ジョー・ファリア
演 - フィンリー・ホビンス（岡部息吹）
ホルトの息子。姉ミリーと同様に、ダンボの良き理解者である。一人称は「僕」で、ミリーを「お姉ちゃん」と呼んでいる。
ダンボがジャンボと引き離された後、彼に気を遣って敢えてダンボと呼ぶようになる。
ダンボとジャンボがインドに帰った後は、ホルトと共に乗馬ショーを行うようになる。
コレット・マーチャント
演 - エヴァ・グリーン（沢城みゆき）
ドリームランドの看板スターとして人気を博する空中ブランコの女曲芸師。元々はパリの大道芸で働いていたが、ヴァンデヴァ―に才能を見出されてドリームランドに引き抜かれた過去を持つ。
ヴァンデヴァ―からダンボに乗って共演する事を強要され、当初は人を乗せて飛ぶことを怖がるダンボに対して懐疑的だったが、共に練習を重ねることで信頼と友情を寄せるようになる。同時に儲けのみを追求して冷酷な振る舞いをするヴァンデヴァ―に不信感を募らせ、最終的に彼を見限るとホルト達のダンボ、ジャンボ親子の脱出作戦に協力した。ダンボとジャンボがインドに帰った後は、「メディチ・ファミリー・サーカス」へと変わったサーカス団に移籍し、ホルトの乗馬ショーに共演するようになった。役回りは原典のジム・クロウ（カラス）に相当する。
ケイシー・ジュニア
原典では喋る機関車だったが、本作では喋らず、顔の部分が機関車の前面に装飾されており、機関士と機関助手が操作している。41番の数字は、原典が公開された1941年にちなんでいる。また、トンネルに入る際、赤と白のストライプが入る演出がされ、ケイシージュニアのテーマソングが流れる演出がされている。
V・A・ヴァンデヴァー
演 - マイケル・キートン（井上和彦）
本作のディズニー・ヴィランズ。ニューヨークにて巨大娯楽施設「ドリームランド」を経営する大物興行師。「空飛ぶゾウ」のニュースを聞き、サーカス会場に赴いたうえでダンボとメディチ・ブラザーズ・サーカスの団員たちをドリームランドへと招き入れる。
表向きは好人物だが、本性は何よりも儲けを追求する冷酷な守銭奴。端からダンボを使って金儲けする事だけを目論んでおり、人を乗せた事のないダンボに演芸でコレットを乗せて飛ぶ様に強要した上に、ダンボを完全に服従させるのに邪魔となるジャンボを「子供の成長に親の存在は邪魔」という無茶苦茶な理由から殺処分しようとし、それに対して異議を唱えたメディチ・ブラザーズ・サーカスの団員達を、自ら招き入れたにもかかわらず「三流」と見下し、さらに半ば詐欺めいた誓約書を提示して解雇してしまう。その結果、メディチ・ブラザーズ・サーカスの団員達だけでなくコレットやサザビーからも愛想を尽かされ、ホルト達の主導した反撃作戦でダンボ、ジャンボ親子に逃げられた上に、ドリームランドもコレットとダンボが操作した制御盤の誤作動で火事が発生し、それによってあっけなく崩壊。「懲らしめランド」（Ream Land）という名前までになった。
マックス・メディチ
演 - ダニー・デヴィート（浦山迅）
フロリダ州に拠点を置くメディチ・ブラザーズ・サーカスの団長。経営難の一座を立て直そうと尽力している。一人称は「俺」。
当初は耳の大きいダンボに失望するも、ダンボが空を飛べることをサーカスのピエロショーで証明したおかげでサーカスが立ち直り始めてからは一転認めるようになる。ヴァンデヴァ―の口車にのって共同経営者となるが、次第に彼の非道なやり方に疑問を抱くようになり、最終的にホルト達のダンボ、ジャンボ救出作戦に手を貸す。ダンボとジャンボがインドに帰った後も、引き続きMCを務めている。
ミス・アトランティス
演 - シャロン・ルーニー（大塚千弘）
メディチ・ブラザーズ・サーカスに所属する女性団員。人魚の衣装と奇麗な歌声が自慢。ドリームランド壊滅作戦に尽力した。その後はパックとペアを組んで共演している。
ロンゴ
演 - デオビア・オパレイ（乃村健次）
メディチ・ブラザーズ・サーカスに所属する黒人団員。怪力自慢の寡黙な性格で、ドリームランド壊滅後もパフォーマンスを継続。
団員不足の現在はメディチの秘書代わりを務めているが、彼には振り回されがち。一人称は「俺」。
スケリッグ
演 - ジョセフ・ギャット（阪口周平）
ヴァンデヴァーのボディガード。冷酷な性格で、かつて殺処分した動物の皮で造ったブーツを愛用している。
ジャンボの殺処分の命令が出されると、彼女の皮を新たなブーツにしようと目論む。しかし結局はヴァンデヴァーと共にしっぺ返しを受け、酷い目に遭った。
サザビー
演 - ダグラス・リース（巻島康一）
ヴァンデヴァーの秘書を務める初老の男。彼の冷酷な振る舞いに不信感を抱いている。
ヴァンデヴァーがジャンボを殺処分する命令を下したことに耐え兼ねて辞職。ホルト達に協力することになる。ドリームランド壊滅後、ヴァンデヴァーに対し「あらま、お気の毒」と言ってマックス・メディチと共に去った。
ルーファス
演 - フィル・ジマーマン（竹田雅則）
メディチ・ブラザーズ・サーカスのゾウの調教師。ホルトと違い、心臓が悪かったとして徴兵されなかった。
陰湿な卑劣漢で、生まれたてのダンボを乱暴に扱ったことでホルトとジャンボに叩きのめされたことを逆恨みし、ダンボの初お披露目の際にわざとジャンボを会場になだれ込ませて暴れさせるが、彼女がへし折ったテントの支柱の下敷きになって死亡する。役回りは原典のスミッティー（いたずら少年）に相当する。
ベイツ
演 - マイケル・バッファー（銀河万丈）
ドリームランドの職員の一人で、ショーの司会を担当する。
プラミシュ
演 - ロシャン・セス（たかお鷹）
メディチ・ブラザーズ・サーカスに所属するインド人団員で、蛇使いの名手。
ダンボを可愛がっており、一座が彼とジャンボをドリームランドから助け出す作戦を立てた際は、2頭がインド行きの船に乗れるよう手配した。
J・グリフィン・レミントン
演 - アラン・アーキン（糸博）
投資家。世にも珍しい「空飛ぶ象」を手に入れたというヴァンデヴァーに多額の投資をするか否か判別も兼ねて、ドリームランドのショーを観覧しに訪れるが、本番中にコレットが転落しそうになった上に、ダンボがジャンボの声を聞きつけてステージから飛び去ってしまった為、不確実なショーに投資はできないとして、一旦保留としてしまう。それが原因となり、ヴァンデヴァーは邪魔なジャンボを殺処分する事を決める。
アイヴァン
演 - ミゲル・ムニョス・セグラ（河本邦弘）
メディチ・ブラザーズ・サーカス団員。ホルトが出兵していた時、ミリーとジョーの面倒を見ていた。手品がうまい。
キャサリン
演 - ゼナイダ・アルキャルディ（岸本百恵）
メディチ・ブラザーズ・サーカス団員。ホルトが出兵していた時、ミリーとジョーの面倒を見ていた。手品がうまい。
パック
演 - フランク・バーク（佐々木睦）
メディチ・ブラザーズ・サーカス所属団員。玉乗りの曲芸がうまく、また猿のバリモアとコンビを組んで演じることもある。
ブルーゲルベッカー
演 - ラース・アイディンガー（佐々木啓夫）
新聞販売員。マックス・メディチの商売仲間。
ヴァーナ
演 - サンディ・マーティン（宮沢きよこ）
ドリームランド職員。ドリームランドに招かれたメディチの秘書を務める。
その他声の出演：飯沼南実、新田早規、辻井健吾、織江珠生、ボルケーノ太田、鵜澤正太郎、中野泰佑、田村千恵、こばたけまさふみ、小若和郁那、高橋大輔、山本満太、島田岳洋、遠藤航、堀総士郎、柴田芽衣

## 製作
2017年7月15日、ディズニーのファンイベント「D23 Expo 2017」にて公開日と出演者が発表された。イギリスで撮影されたという。